# Jijila (okręg Tulcza)
Jijila – wieś w Rumunii, w okręgu Tulcza, w gminie Jijila. W 2011 roku liczyła 4056 mieszkańców.